# Sirindhornia pulchella
Sirindhornia pulchella là một loài thực vật có hoa trong họ Lan. Loài này được H.A.Pedersen & Indham. mô tả khoa học đầu tiên năm 2002.